# Elaine (football)
Pour les articles homonymes, voir Elaine.
Elaine Estrela Moura, plus communément appelée Elaine, est une footballeuse et entraîneuse brésilienne née le 1er novembre 1982 à Salvador. Joueuse polyvalente pouvant être utilisée en défense ou au milieu de terrain, elle joue pour l' équipe du Brésil. Elle est notamment joueuse du Tyresö FF et de l'Umeå IK en Suède et de l'Athletica de Saint-Louis aux États-Unis.

## Carrière en club

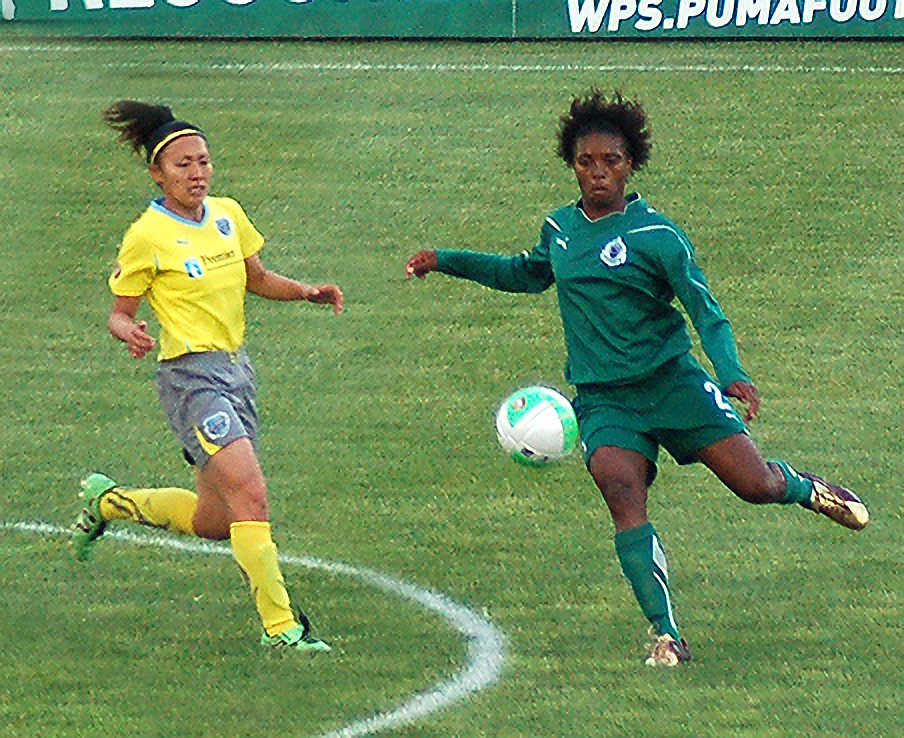
Elaine (à droite) jouant contre l'Independence de Philadelphie.

Elle commence à jouer au football sous l'influence de son frère et joue pour des équipes de l’État de Bahia jusqu'en 2000, mais sans jamais toucher de salaire. Trois ans plus tard, elle devient professionnelle à Ferroviária . Après un match entre l'équipe nationale brésilienne et l'Umeå IK en 2004, elle est engagée par le club suédois et joue au sein de l'élite suédoise de 2005 à 2009, rejoignant ainsi l'autre joueuse brésilienne Marta. Elaine est sacré Championne de Suède à quatre reprises.
En 2010, elle déménage aux États-Unis et joue pour l'Athletica de Saint Louis. Lorsque le club fait faillite peu de temps après, elle retourne en Suède pour rejoindre le Tyresö FF.
Tyresö remporte le Championnat pour la première fois au cours de la saison 2012 et Elaine remporte son cinquième titre. La concurrence pour les places de titulaires devenant très forte à Tyresö, Elaine est prêtée au club voisin du Älta IF (en) en juillet 2013. Avant la saison 2014, elle est transférée définitivement à Älta.
Elle raccroche les crampons après la saison 2014 et rejoint Djurgårdens en tant qu'entraîneur adjoint en 2015.
En 2018, elle rejoint un club de troisième division suédoise Lindhagen FF en tant que joueuse.

## Carrière internationale
Les performances d'Elaine pour Ferroviária de Esportes attirent l'attention des sélectionneurs de l'équipe du Brésil et elle figure dans l'équipe nationale médaillée d'or aux Jeux panaméricains de 2003.
Elle est sélectionnée pour les Jeux olympiques d'Athènes de 2004 , elle dispute la finale perdue 1-2 en prolongation contre les États-Unis.
Elle est sélectionnée à nouveau pour les Jeux panaméricains de 2007, le Brésil conserve le titre. Lors de la Coupe du monde de 2007 en Chine, Elaine participe à la victoire éclatante du Brésil 4-0 en demi-finale contre les États-Unis et est titulaire lors de la finale perdue 0-2 contre l'Allemagne.
Elle est incluse dans la sélection finale de 21 joueuses pour la Coupe du monde de 2011 en Allemagne. Bien que sélectionnée initialement pour les Jeux olympiques de Londres 2012, elle doit y renoncer après des examens révélant une blessure musculaire.
Elaine dispute ses derniers matchs internationaux en décembre 2011 lors du Torneio Internacional Cidade de São Paulo.

## Carrière de direction
Elaine est entraîneuse du Enskede IK (en) en 2023,.

## Vie privée
Le 4 février 2021, Elaine dénonce une agression par des agents de sécurité à Stockholm. Elle prétend avoir été battue par eux et avoir subi des blessures, notamment une commotion cérébrale, alors qu'elle rentre chez elle. Les agents mis en cause restent en service après l'incident et affirment à la police que leur action était justifiée parce qu'Elaine était en état d'ébriété, ce que cette dernière nie.